# Mormonilla
Mormonilla är ett släkte av kräftdjur. Mormonilla ingår i familjen Mormonillidae.
Mormonilla är enda släktet i familjen Mormonillidae.
Kladogram enligt Catalogue of Life:
| Mormonilla | \| \| Mormonilla minor \| \| \| \| \| \| Mormonilla phasma \| \| \| \| |
|            | \| \| Mormonilla minor \| \| \| \| \| \| Mormonilla phasma \| \| \| \| |
|            | Mormonilla minor                                                       |
|            |                                                                        |
|            | Mormonilla phasma                                                      |
|            |                                                                        |

## Bildgalleri

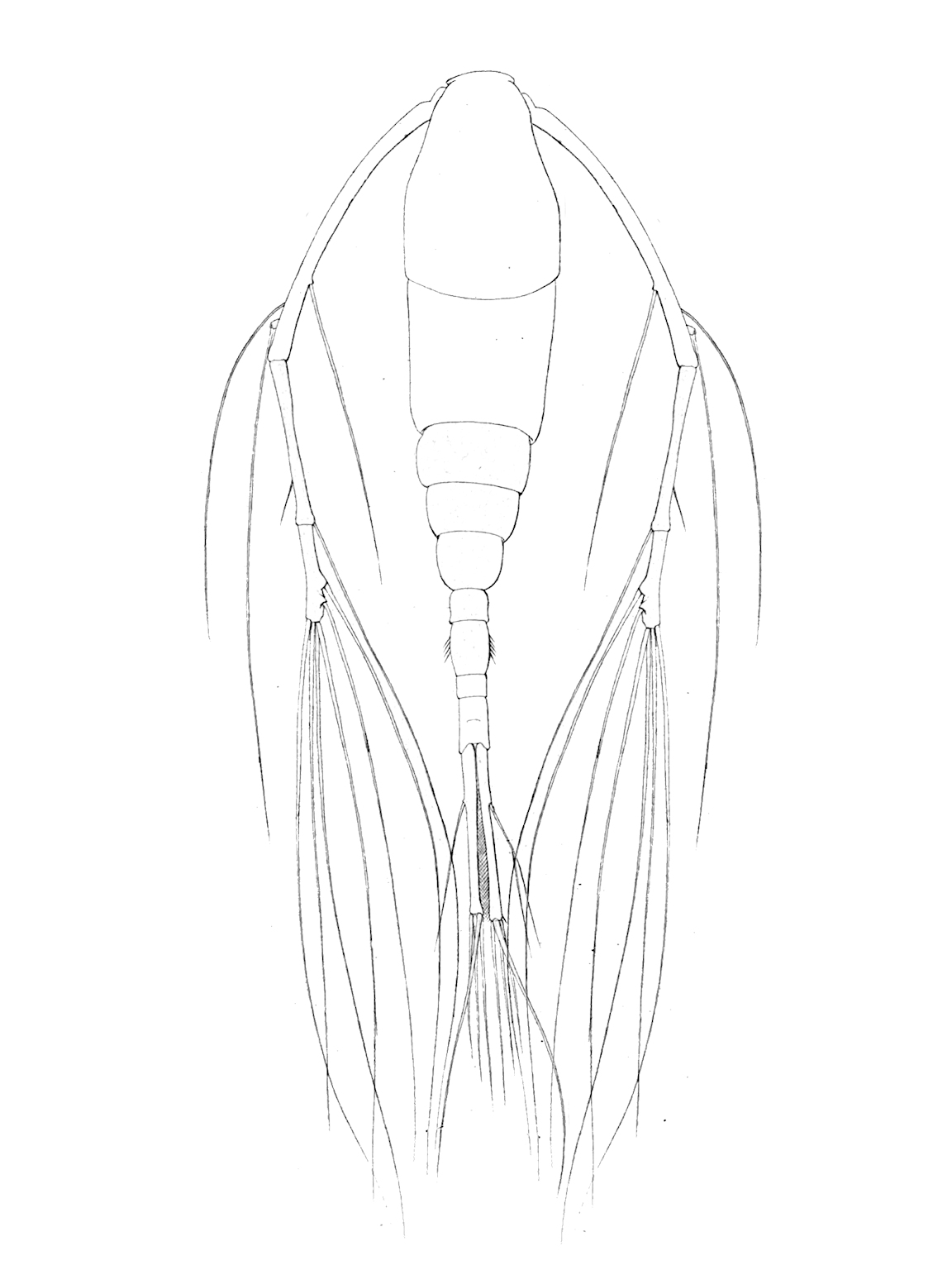